# Колденен-Темір
Колдене́н-Темі́р (каз. Көлденең Темір) — село у складі Мугалжарського району Актюбінської області Казахстану. Входить до складу Журинського сільського округу.
У радянські часи село називалося Ферма № 3 совхоза Ільїчевський, до 2008 року — Кузнецовськ.
Населення — 66 осіб (2021; 253 у 2009, 335 у 1999, 459 у 1989).